# Bulbophyllum latipes
Bulbophyllum latipes là một loài phong lan thuộc chi Bulbophyllum.